# أستري للتأمين

شعار أستري للتأمين

أستري للتأمين (بالفرنسية: ASTREE Assurances، من اسم الآلهة الإغريقية عشتر (بالفرنسية: Astrée)‏، آلهة الخصب)‏ شركة تونسية خاصة للتأمين، تأسست في 22 أكتوبر 1949.

## وصلات خارجية
- الموقع الرسمي لأستري للتأمين.